# Cattleya kerchoveana
Cattleya kerchoveana är en orkidéart som beskrevs av Célestin Alfred Cogniaux. Cattleya kerchoveana ingår i släktet Cattleya och familjen orkidéer. Inga underarter finns listade i Catalogue of Life.